# Antti Loikkanen
Antti Loikkanen (* 15. dubna 1955) je bývalý finský atlet, běžec na střední tratě, halový mistr Evropy v běhu na 1500 metrů z roku 1978.

## Sportovní kariéra
Jeho největším úspěchem na mezinárodních soutěžích pod širým nebem je páté místo v běhu na 1500 metrů na mistrovství Evropy v Praze v roce 1978. V této sezóně se v Miláně stal halovým mistrem Evropy v této disciplíně v osobním rekordu 3:38:16. V letech 1982 a 1983 vybojoval na evropském halovém šampionátu bronzovou medaili v běhu na 1500 metrů. Startoval na třech olympiádách (1976, 1980 a 1984) – bez medailového úspěchu. Po skončení sportovní kariéry pracoval jako hasič.